# Pluvialis squatarola
La pivieressa (Pluvialis squatarola, Linnaeus 1758), è un uccello della famiglia dei Charadriidae.

## Sistematica
Pluvialis squatarola ha tre sottospecie:
- Pluvialis squatarola cynosurae
- Pluvialis squatarola squatarola
- Pluvialis squatarola tomkovichi

## Distribuzione e habitat
Questo uccello vive in tutto il mondo. È di passo in alcune zone interne dell'Africa (Niger, Zambia, etc.) e dell'Asia (Laos), e su qualche isola dei tre oceani (Sant'Elena, Christmas Island, Nauru etc.).

## Galleria d'immagini

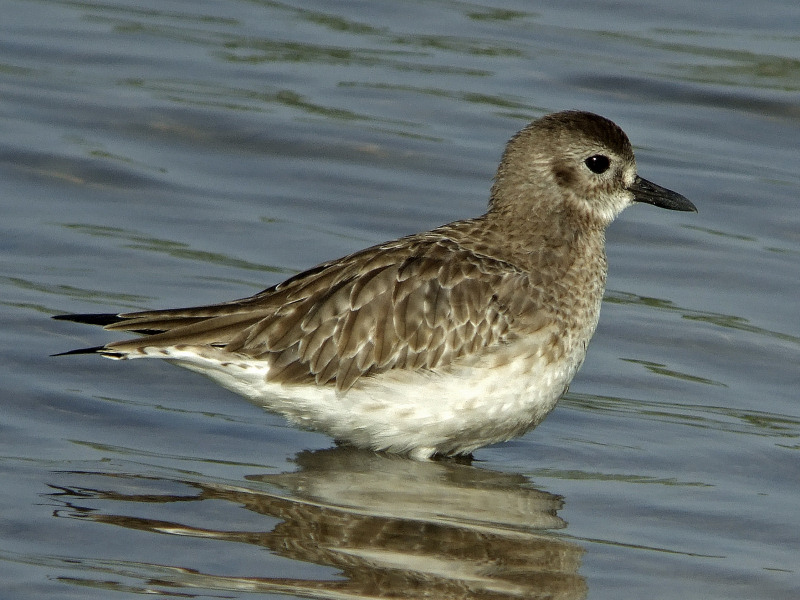
Pivieressa in livrea invernale
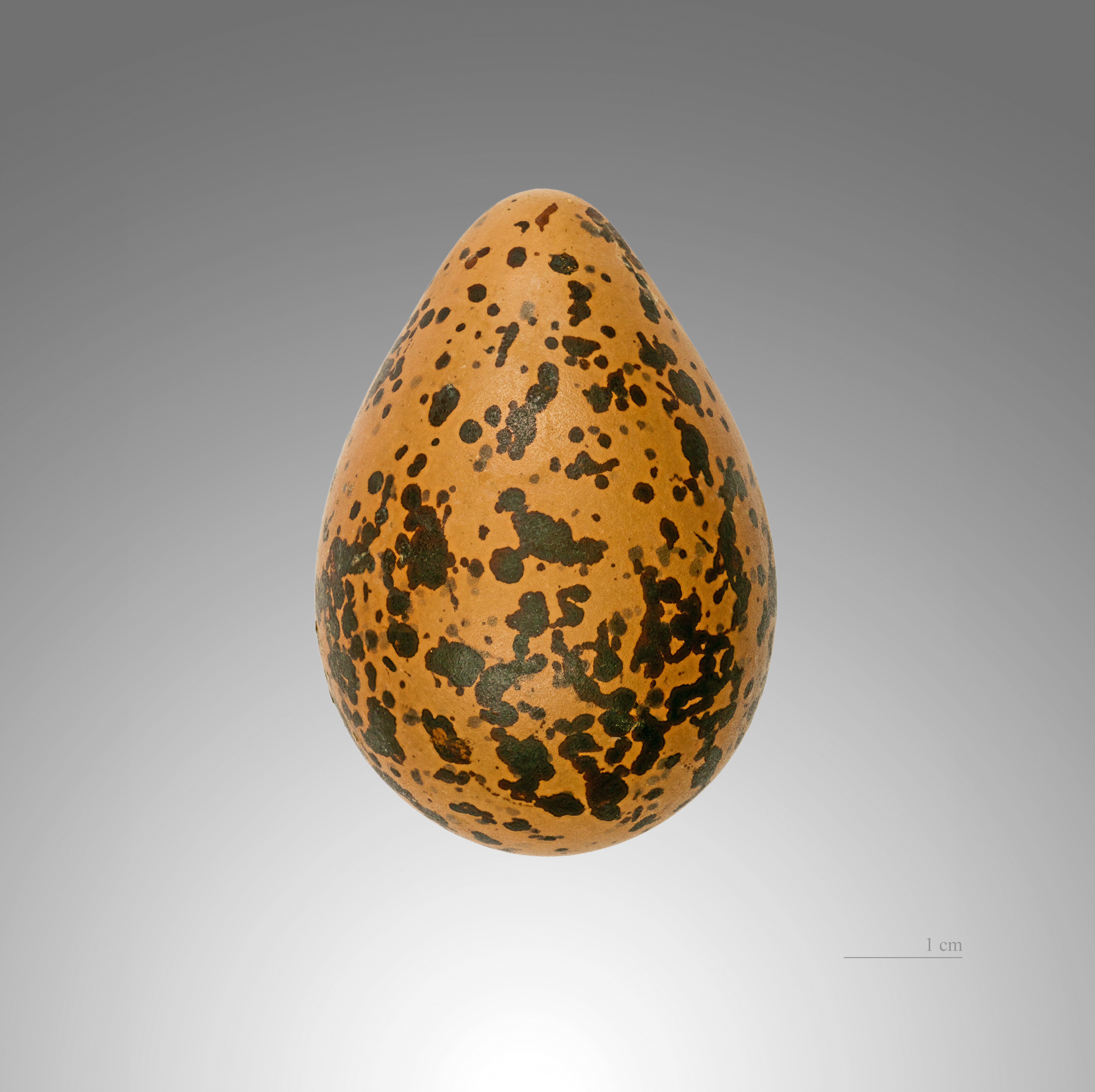
Uovo